# 五方十二面体
五方十二面体（ごほうじゅうにめんたい、英: pentakis dodecahedron）とは、カタランの立体の一種で、切頂二十面体の双対多面体である。正十二面体の各面の中心を持ち上げ、5つの二等辺三角形に分けたような形をしている。言い替えると、正十二面体の各面に正五角錐を貼り付けた形となっている。

## 性質
- 構成面となる二等辺三角形の形状
  - 頂角: 約68.62°
  - 底角: 約55.69°
  - 短い辺 : 長い辺 = {\displaystyle 6:9-{\sqrt {5}}}

## 近縁な立体

正十二面体 （ベースの形）
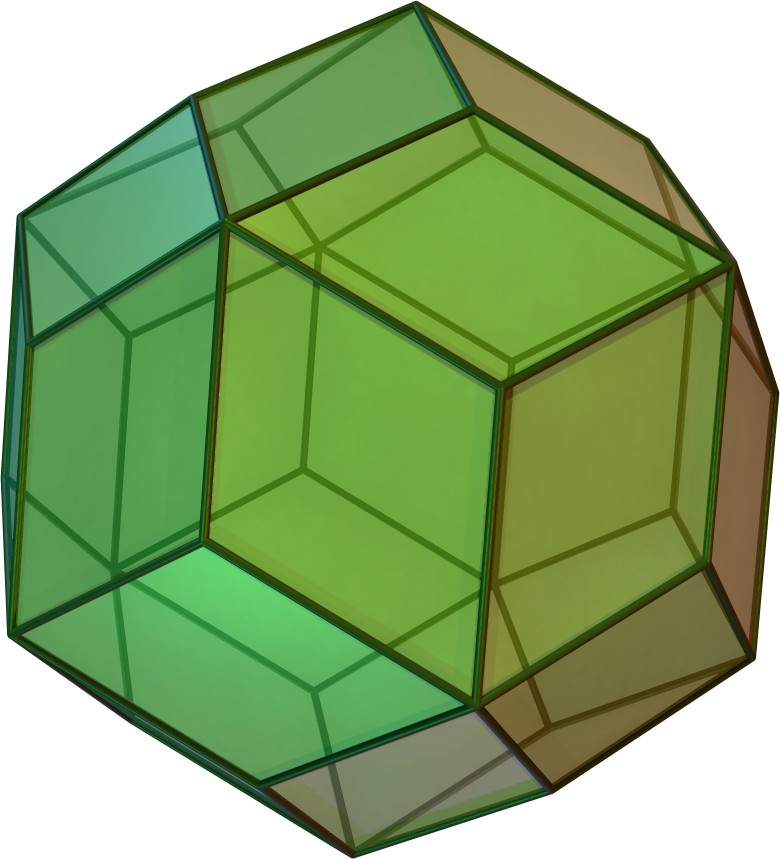
菱形三十面体 （もう少し高く持ち上げる）
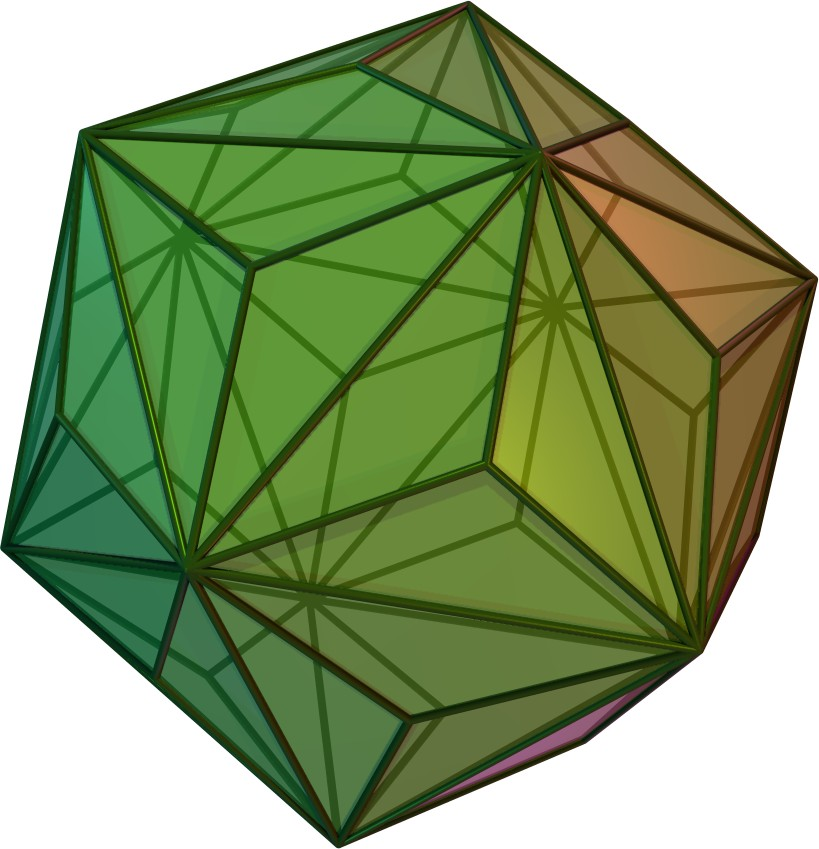
三方二十面体 （更に高く持ち上げる）
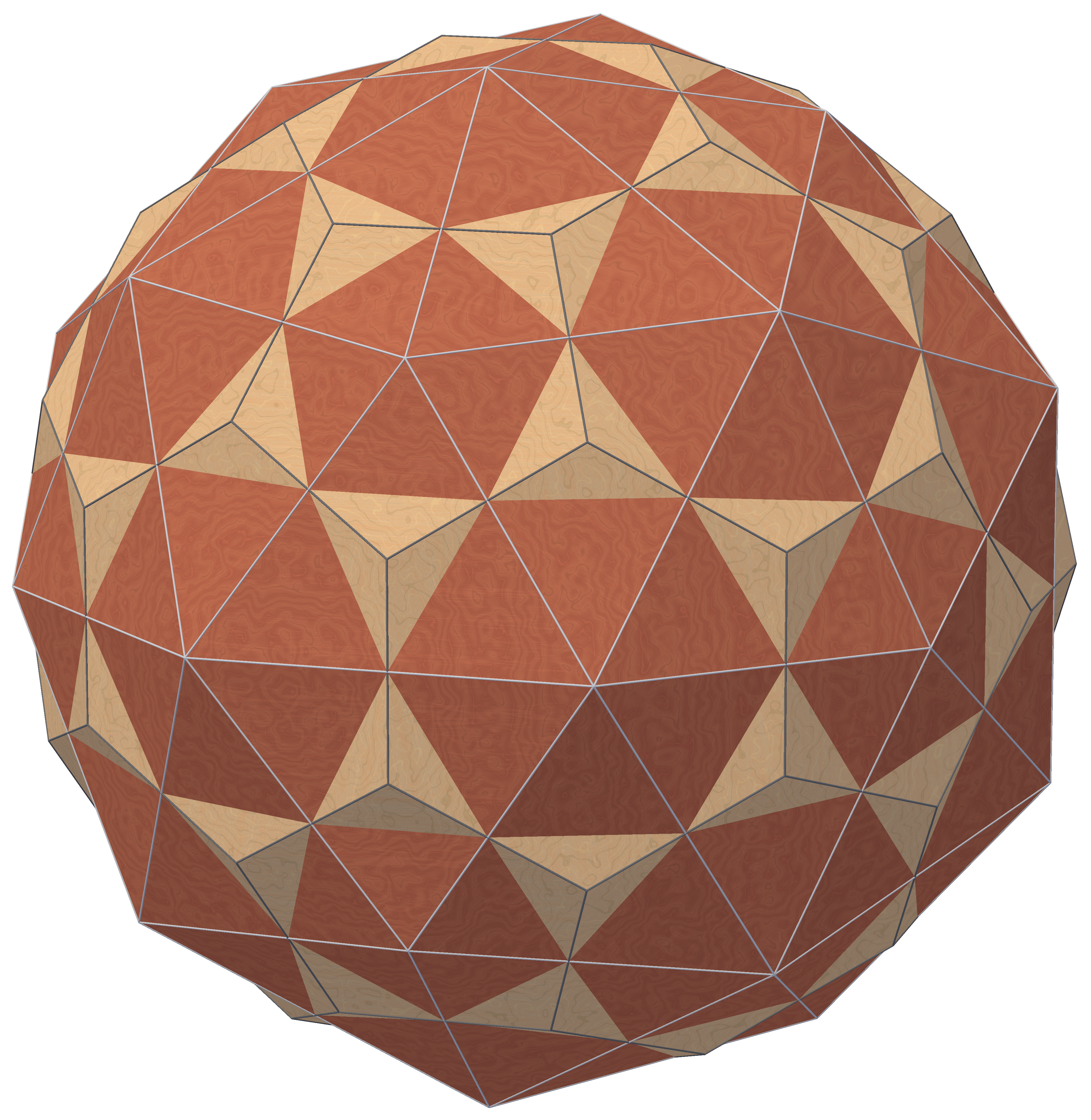
切頂二十面体と五方十二面体による複合多面体